# Java Development Kit
De Java Development Kit (JDK, soms ook Java 2 SDK) is de software die een programmeur nodig heeft om programma's in Java te kunnen ontwikkelen. De Java Development Kit bestaat uit de Java Runtime Environment (JRE, alles wat nodig is om Java-programma's op een computer te kunnen draaien) met daarbij een reeks hulpmiddelen (tools) die voor de programmeur van belang zijn.
De belangrijkste hulpmiddelen die Oracle (en voorheen Sun Microsystems) in de JDK meelevert, zijn:
- javac - de Java-compiler, om broncode om te zetten in bytecode die door de Java Virtual Machine uitgevoerd kan worden.
- javadoc - een hulpmiddel om commentaar uit broncode te extraheren en er netjes geformatteerde documentatie van te maken.
- jar - een hulpmiddel om JAR-bestanden mee te maken.